# Merenii Noi
Merenii Noi è un comune della Moldavia situato nel distretto di Anenii Noi di 1 512 abitanti al censimento del 2004